# Pizza Tower
Pizza Tower è un videogioco platform del 2023 creato dallo sviluppatore indie Tour De Pizza. Segue le vicende di un pizzaiolo, Peppino Spaghetti, che deve scalare una torre per impedire la distruzione della sua pizzeria. Attraverso 20 livelli a scorrimento laterale, il giocatore aumenta il suo punteggio raccogliendo collezionabili e sconfiggendo nemici per costruire combo. Alla fine di ogni livello, viene attivata una sequenza di fuga e il giocatore deve tornare all'inizio entro un limite di tempo. Pizza Tower non presenta punti salute o vite, e la sua difficoltà dipende da ciò che il giocatore sceglie di realizzare.
Lo sviluppo è iniziato intorno a marzo 2018 ed è stato guidato dal designer pseudonimo McPig e dal programmatore Sertif. Pizza Tower è iniziato come un videogioco di ruolo con elementi di survival horror prima di evolversi in un platform ispirato alla serie dormiente di Wario Land di Nintendo, a cui McPig voleva fornire un successore spirituale. È stato sviluppato con GameMaker e presenta uno stile artistico pixel art cartoonistico ad alta risoluzione ispirato ai vecchi cartoni anni 90 di Nickelodeon e Cartoon Network. Wario Land 4 (2001) ha servito come base per il gameplay e il design dei livelli.
Pizza Tower ha sviluppato un grande fandom durante il suo sviluppo attraverso versioni in accesso anticipato offerte ai sostenitori su Patreon e demo del gioco. È stato rilasciato per Windows il 26 gennaio 2023. Pizza Tower ha ricevuto recensioni positive e nomination per riconoscimenti di fine anno. I critici hanno elogiato il suo gameplay, la musica, le visuali e l'umorismo. Hanno paragonato favorevolmente il suo stile artistico ai Nicktoons degli anni '90 e il senso di velocità alla serie Sonic the Hedgehog. Lo hanno considerato un degno sostituto di Wario Land, e alcuni lo hanno chiamato un raro successore spirituale che è migliore della sua ispirazione. Tour De Pizza ha supportato il gioco con aggiornamenti che aggiungono nuovo contenuto nel 2024.

## Trama
La storia inizia quando Peppino Spaghetti, un pizzaiolo italiano e proprietario di una pizzeria in difficoltà, viene avvicinato da Pizzaface, una pizza senziente fluttuante. Pizzaface minaccia di distruggere la pizzeria di Peppino con un laser nucleare situato in cima a una torre vicina. Spaventato e arrabbiato, Peppino si mette in viaggio per scalare la torre e sconfiggere Pizzaface per salvare la sua pizzeria.

## Modalità di gioco
La torre funge da ambientazione e mondo hub di gioco. Ha cinque piani, ognuno contenente quattro livelli e un boss. Ogni livello ha un tema distintivo e meccaniche di gioco uniche, come un cimitero con cadaveri su cui si può fare surf e un omaggio a Five Nights at Freddy's con spaventi improvvisi.
Peppino, il personaggio principale del giocatore, può camminare, correre, saltare, rotolare e scivolare. I suoi attacchi includono uno schianto corporeo, afferrare e lanciare nemici e una parata. Se Peppino corre abbastanza a lungo, inizia a fare una carica che gli permette di correre sui muri e sfondare nemici e oggetti. Sconfiggere un nemico inizia una combo che dura sette secondi; per mantenerla, il giocatore deve sconfiggere altri nemici e raccogliere oggetti.
Alcuni livelli presentano potenziamenti che alterano le abilità di Peppino, come pistole o armature da cavaliere, e Gustavo, un personaggio giocabile alternativo che cavalca sul dorso del suo gigantesco ratto domestico. Sono ottenibili outfit alternativi per Peppino tramite lo scambio di palette o il raggiungimento di traguardi.
Ogni livello contiene vari segreti: creature simili a ingredienti per pizza che il giocatore salva per sbloccare i combattimenti con i boss; un tesoro chiuso dietro una porta che può essere aperta solo da un inserviente che il giocatore deve trovare; e tre stanze nascoste che forniscono punti. Alla fine della maggior parte dei livelli, il giocatore trova un pilastro che deve distruggere. Questo attiva "Pizza Time", una fase in cui il giocatore deve tornare all'ingresso del livello entro un limite di tempo per evitare di essere catturato da Pizzaface.
Il giocatore è costretto a ricominciare il livello se fallisce. Un portale permette al giocatore di fare un secondo giro opzionale in cui deve tornare alla fine e poi nuovamente all'ingresso per punti bonus. Dopo aver completato ogni livello, al giocatore viene assegnato un voto basato sul suo punteggio e prestazione. Il rango più alto, il rango P, può essere acquisito solo se il giocatore ottiene abbastanza punti per un rango S, trova i tre segreti, raccoglie il tesoro segreto della torre e completa un Giro 2 mantenendo una combo unica e ininterrotta.
Pizza Tower non presenta livelli di difficoltà tradizionali. La difficoltà dipende da ciò che il giocatore sceglie di realizzare. I segreti sono opzionali e non ci sono vite o salute. Scontrarsi con un ostacolo non danneggia Peppino, anche se abbassa il punteggio del giocatore e sottrae due secondi dal timer della combo. Gli unici stadi in cui Peppino può essere danneggiato sono i combattimenti con i boss, battaglie in arena contro nemici come il Vigilante, un cowboy di formaggio, e The Noise, l'arcinemico di Peppino. Il giocatore deve schivare gli attacchi dei boss e esaurire la loro salute per procedere.
Una modalità "New Game Plus" con The Noise come personaggio giocabile è stata aggiunta in un aggiornamento gratuito il 12 marzo 2024. Noise si controlla in modo simile a Peppino, ma ha un set di mosse leggermente diverso che ruota attorno al suo skateboard e jet pack. Giocare come The Noise altera anche gli elementi dell'interfaccia utente e la musica.

## Accoglienza
Il gioco ha avuto punteggi e recensioni positive da parte dalla critica e dal pubblico.